# Yardymli
Yardymli  ( azeri: Yardımlı) é um dos cinqüenta e nove rayones do Azerbaijão. A capital é a cidade de Yardımlı.

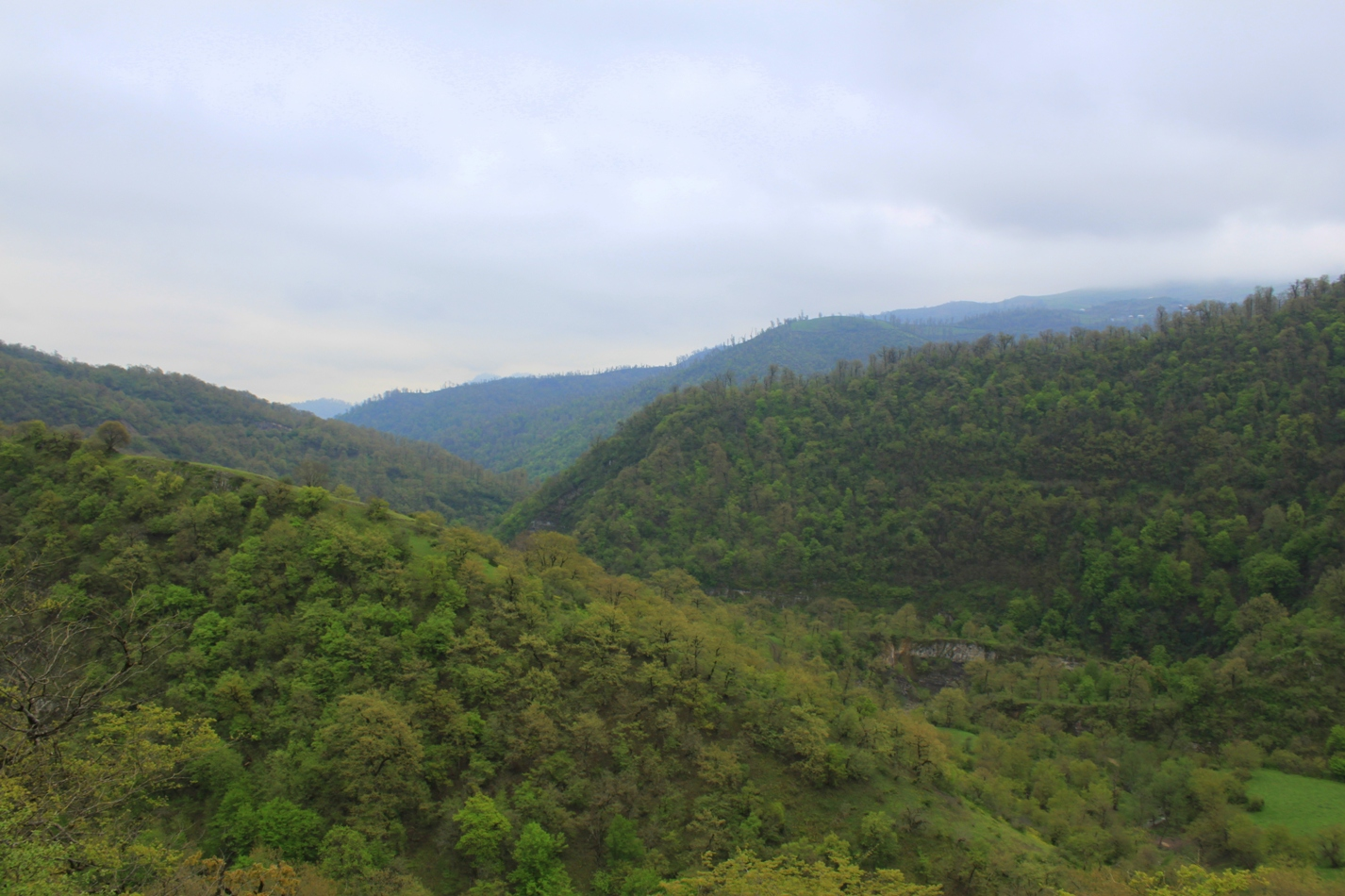
Nature in Yardımlı Rayon

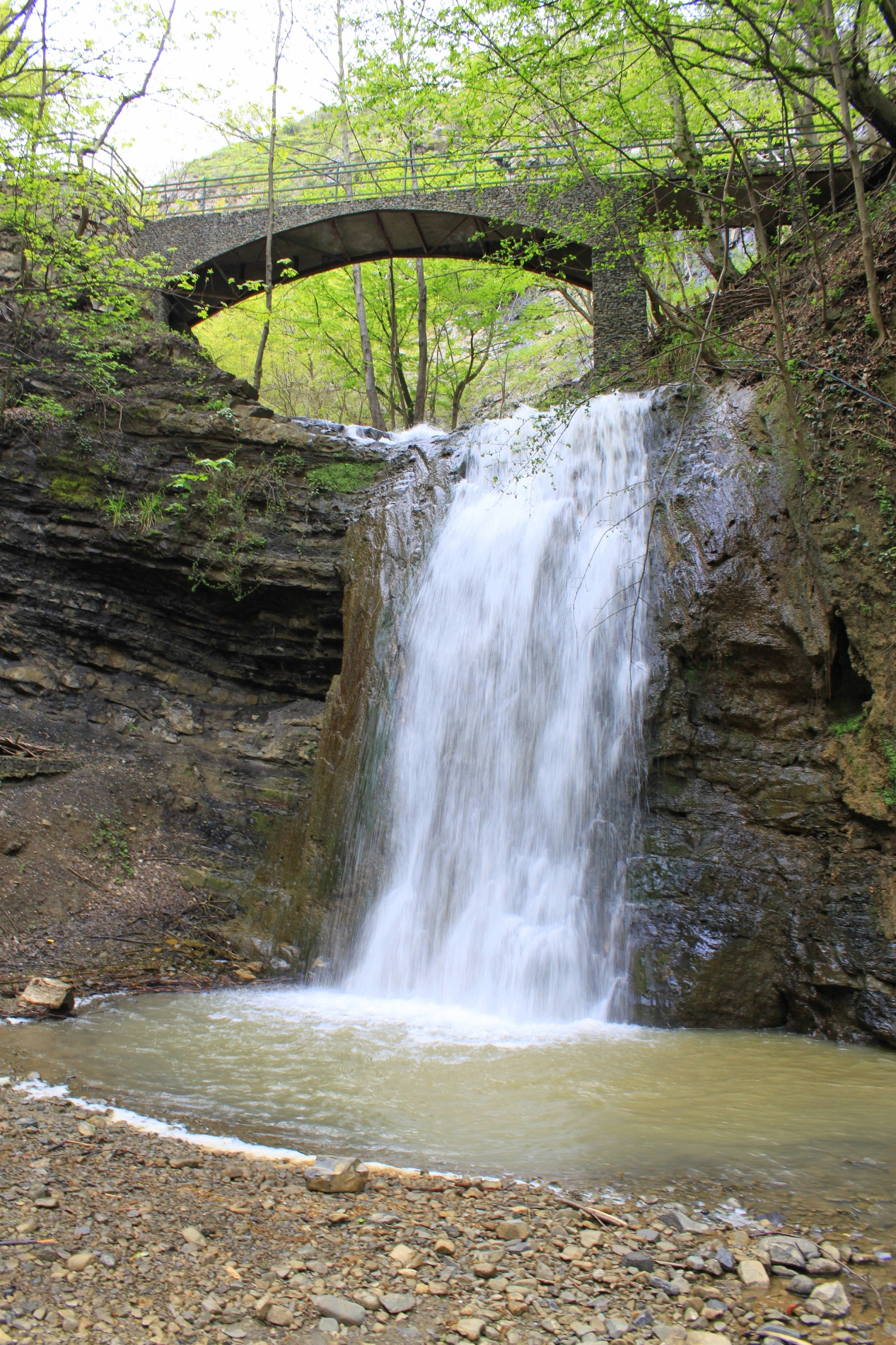
Waterfall in Yardımlı Rayon

## Território e população
Este rayon é possuidor uma superfície de 667 quilômetros quadrados, os quais são o lugar de uma população composta por umas 53.689 pessoas. Por onde, a densidade populacional se eleva a cifra dos 80,49 habitantes por cada quilômetro quadrado deste rayon.

## Economia
A região está dominada pela agricultura. Produtos principais: hortaliças, tabaco, batatas e cereais. Além disso, se criam ovelhas. Se produzia alguma quantidade de vinho. Hoje em dia, o cultivo e processamento de tabaco nas fábricas de cigarros é a industria mais significativa.